# 松田国英
松田 国英（まつだ くにひで、1950年9月28日 - ）は日本中央競馬会(JRA)栗東トレーニングセンターに所属していた元調教師である。

## 来歴
様似町で競走馬の生産牧場の息子として生まれる。
高校卒業後、地元の大手牧場の口利きで競馬専門紙「競馬ニホン」に就職しトラックマンとなる。元々牧場育ちで競走馬の騎乗経験も豊富だったことに加え、当時は今ほど競走馬の管理がうるさくなかったことから、トラックマンとしての勤務の傍らトレーニングセンターで競走馬に騎乗することも少なくなかったという。
1979年に競馬ニホンを退職。その後日迫良一・伊藤修司・山内研二厩舎での調教助手を経て、1995年に調教師免許を取得。調教師試験においては「11年連続で1次試験を突破」という珍記録を持っており（逆に言えば2次試験に10年連続落ち続けたということでもある）、当時は「1次試験の鬼」と揶揄されていた。
初出走は1996年11月30日の中京競馬第4競走でのタニノポリシー（10着）。初勝利は1997年2月8日の小倉競馬第2競走でのタニノマウナケア（延べ28頭目）であった。
2021年2月28日をもって、定年のため調教師を引退。

## 基本方針
繁殖という第二の馬生を強く意識しており、牡馬には種牡馬入り出来るよう厳しい調教を（これが後述の批判にも繋がっている）、牝馬には無事に牧場に帰せるよう余裕残しの調教を徹底している。

## こだわりと批判
1600mと2400mという異なる距離のGIで好走すれば、引退後に種牡馬としての価値が高まると考えており、3歳時にはNHKマイルカップから東京優駿というローテーションを採用することが多い。（このローテーションは松国ローテと呼ばれた）2001年にクロフネで初めて挑み、NHKマイルカップで優勝するが東京優駿では5着。翌2002年のタニノギムレットの場合は、皐月賞3着の後NHKマイルカップで3着に入り、東京優駿で優勝した。そして2004年、キングカメハメハでついに両GIを制覇した。2010年、ダノンシャンティがNHKマイルカップを勝利しダービーへ出走予定であったが骨折により取り消しとなった。また、2006年にもフサイチリシャールが同様のローテーションを取った（皐月賞5着、NHKマイルカップ6着、東京優駿8着）。3歳の秋のローテーションではクラシック路線の菊花賞には拘らず、クロフネやキングカメハメハなどは天皇賞（秋）を目指していた。
山内研二らと同様に「馬の調子がいいときにはどんどん使う」という考えの持ち主でもあり、短期間で数多の重賞優勝馬を輩出した。ただそれは一方で、競走馬に対するハードなローテーションの採用となって表れている。
過去にクロフネ、タニノギムレット、キングカメハメハは古馬になる前に故障で引退してしまったほか、ダイワスカーレット、ダノンシャンティも屈腱炎で長期休養・引退などを余儀なくされたため、競馬ファンの一部からは「クラッシャー」調教師の一人として名指しで批判されている。ただ一方で「身を削ってでも結果を残し後世に種を残す方がサラブレッドのためではないか」などとしてその姿勢を擁護する者も少なくない。
本人も管理馬の故障については意識しているようだが、2006年のインタビューでは「もっと馬を強くしようと思ったら、調教で壊れるか壊れないかのギリギリのところまで負荷をかけなければなりません」「自分たちは馬が壊れたときの損失がどれだけ大きいかを知っています。だから、どうしても安全なほうに行きたがる。しかし、それでは強い馬をつくれません」とも語っており、馬の故障は本意ではないものの避けては通れないものとの認識を示している。ただ2011年のインタビューでは「だんだん馬が壊れることの怖さが大きくなってきた」とも語っており、以前と比べ調教をセーブしていることを覗わせている。
クロフネ、タニノギムレット、キングカメハメハの3頭は種牡馬としても好成績を収めているため、清水成駿は「若くして競走馬として壊れ短命に終わったことが逆に種牡馬としての成功につながっている」として、茶道でいう「破調の美」になぞらえて松田を「競馬界の古田織部」と称した。

## 調教師成績
|            | 日付           | 競馬場・開催  | 競走名         | 馬名               | 頭数 | 人気 | 着順 |
| ---------- | -------------- | ------------- | -------------- | ------------------ | ---- | ---- | ---- |
| 初出走     | 1996年11月30日 | 3回中京3日4R  | 3歳新馬        | タニノポリシー     | 13頭 | 7    | 10着 |
| 初勝利     | 1997年2月8日   | 1回小倉5日2R  | 4歳未勝利      | タニノマウナケア   | 14頭 | 1    | 1着  |
| 重賞初出走 | 1997年3月1日   | 1回阪神3日11R | チューリップ賞 | タニノマウナケア   | 10頭 | 5    | 9着  |
| 重賞初勝利 | 1999年1月17日  | 1回京都6日11R | シンザン記念   | フサイチエアデール | 12頭 | 2    | 1着  |
| GI初出走   | 1997年4月6日   | 2回阪神6日10R | 桜花賞         | タニノマウナケア   | 18頭 | 7    | 14着 |
| GI初勝利   | 2001年5月6日   | 2回東京6日11R | NHKマイルC     | クロフネ           | 18頭 | 1    | 1着  |

### 通算成績
|      |      | 1着 | 2着 | 3着 | 4着以下 | 出走回数 | 勝率 | 連対率 | 3着内率 |
| ---- | ---- | --- | --- | --- | ------- | -------- | ---- | ------ | ------- |
| 中央 | 平地 | 619 | 530 | 468 | 3542    | 5159     | .120 | .223   | .313    |
| 中央 | 障害 | 19  | 14  | 25  | 91      | 149      | .128 | .221   | .389    |
| 地方 |      | 10  | 13  | 8   | 16      | 47       | .213 | .489   | .660    |
| 海外 |      | 0   | 0   | 0   | 3       | 3        | .000 | .000   | .000    |
| 計   |      | 648 | 557 | 501 | 3652    | 5358     | .121 | .225   | .318    |

- 2021年2月28日引退時点

## 代表管理馬

### GI級競走優勝馬
太字はGI競走を示す。
- ゴールドティアラ（1999年 ユニコーンステークス、シリウスステークス、2000年 マイルチャンピオンシップ南部杯、かきつばた記念、プロキオンステークス）
- クロフネ（2001年 NHKマイルカップ、ジャパンカップダート、毎日杯、武蔵野ステークス）
- タニノギムレット（2002年 東京優駿、スプリングステークス、シンザン記念、アーリントンカップ）
- キングカメハメハ（2004年 NHKマイルカップ、東京優駿、神戸新聞杯、毎日杯）
- ダイワエルシエーロ（2004年 優駿牝馬、クイーンカップ、京阪杯、2005年 マーメイドステークス）
- フサイチリシャール（2005年 朝日杯フューチュリティステークス、東京スポーツ杯2歳ステークス、2006年 阪神カップ）
- ダイワスカーレット（2007年 桜花賞、秋華賞、エリザベス女王杯、ローズステークス、2008年 有馬記念、産経大阪杯）
- ダノンシャンティ（2010年 NHKマイルカップ、毎日杯）
- ベルシャザール（2013年 ジャパンカップダート、武蔵野ステークス）
- タイムフライヤー（2017年 ホープフルステークス、2020年 エルムステークス）

### グレード制重賞優勝馬
- フサイチエアデール（1999年 報知杯4歳牝馬特別、シンザン記念、2000年 マーメイドステークス、ダービー卿チャレンジトロフィー）
- フサイチソニック（2000年神戸新聞杯）
- ブロードアピール（2000年 シルクロードステークス、根岸ステークス、2001年 かきつばた記念、プロキオンステークス、シリウスステークス、2002年 ガーネットステークス）
- ジョーディシラオキ（2000年 チューリップ賞）
- ボーンキング（2001年 京成杯）
- ハギノハイグレイド（2001年 東海ステークス、2002年 東海ステークス、アンタレスステークス）
- エコルプレイス（2003年 グランシャリオカップ）
- ライラプス（2005年 クイーンカップ）
- フサイチホウオー（2006年 東京スポーツ杯2歳ステークス、ラジオNIKKEI杯2歳ステークス、2007年 共同通信杯）
- モンテクリスエス（2009年ダイヤモンドステークス）
- フサイチセブン（2010年 ダイオライト記念）
- スマートロビン（2012年 目黒記念）
- スティールパス（2012年 スパーキングレディーカップ）
- ワイルドフラッパー（2014年 エンプレス杯、マリーンカップ、レディスプレリュード）
- ハギノハイブリッド（2014年 京都新聞杯）

### その他の競走馬
- ブラックシェル（NHKマイルカップ2着、東京優駿3着）
- ロッキーアピール（地方転厩後にかきつばた記念、さきたま杯優勝）

## 主な厩舎所属者
※太字は門下生。括弧内は厩舎所属期間と所属中の職分。
- 友道康夫（1996年-2001年 調教助手）
- 角居勝彦（1997年-2000年 調教助手）
- 高野友和（2002年-2010年 厩務員、調教厩務員、調教助手）
- 村山明（2002年、2003年-2004年、2004年-2005年 騎手）
- 鮫島良太（2005年-2008年 騎手）
- 緒方努（2005年-2013年 厩務員、調教助手[8]）